# Dexter Blackstock
Dexter Anthony Titus Blackstock (Oxford, 20 maggio 1986) è un ex calciatore inglese naturalizzato antiguo-barbudano, di ruolo attaccante.

## Caratteristiche tecniche
È una prima punta.

## Carriera

### Club
Dopo aver giocato nelle giovanili dell'Oxford Utd, nel 2003 passa al Southampton. Nel febbraio 2005 viene ceduto a titolo temporaneo al Plymouth. Ad inizio maggio torna al Southampton. Nell'ottobre del 2005 viene ceduto in prestito al Derby County. Nel dicembre del 2005 torna al Southampton. Nell'estate del 2006 si trasferisce al QPR. Il 26 marzo 2009 viene ufficializzata la sua cessione in prestito per tre mesi al Nottingham Forest, che il 22 luglio 2009 lo acquista a titolo definitivo. Il 24 ottobre 2013 viene ufficializzata la sua cessione in prestito per tre mesi al Leeds Utd. Rientrato dal prestito, gioca al Nottingham Forest per altre due stagioni. Il 1º settembre 2016 rescinde consensualmente il contratto con il Nottingham Forest. Il 5 settembre 2016 il Rotherham Utd ufficializza il suo ingaggio. A fine stagione, dopo ulteriori 16 presenze ed una rete, si ritira.

### Nazionale
Dopo aver giocato nelle varie nazionali giovanili inglesi, nel 2012 ha ottenuto il passaporto antiguo-barbudano, grazie alle origini antiguo-barbudane del nonno. Il 29 febbraio 2012 debutta con la nazionale, nell'amichevole internazionale Antigua e Barbuda-Trinidad e Tobago (terminata 0-4). Ha segnato la sua prima rete contro gli Stati Uniti nella partita valida per le qualificazioni alla Coppa del Mondo 2014.